# Singkep
Singkep est l'île la plus méridionale de la province des îles Riau en Indonésie. Elle fait partie des îles Lingga. La ville principale est Dabo.

## Économie et tourisme

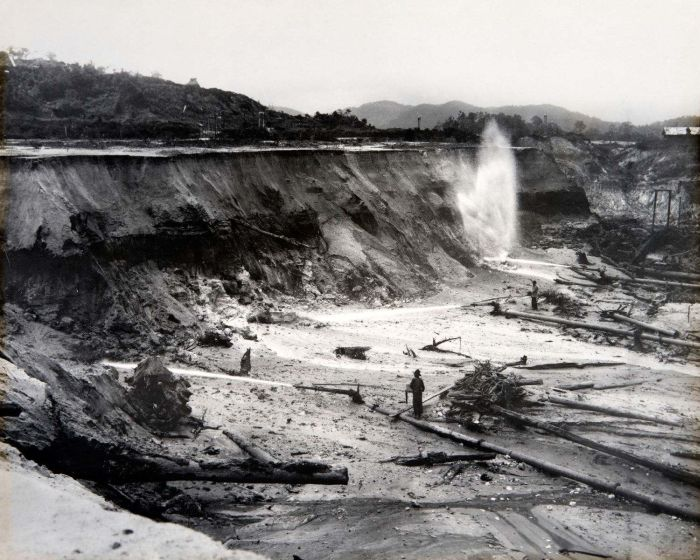
Une mine de la Singkep Tin Maatschappij en 1928

L'île est marquée par de grandes mines d'étain à ciel ouvert. Jusque dans les années 1980, l'étain était la richesse de Singkep. Puis les cours ont chuté. Dabo est alors devenu une petite ville endormie.
Singkep possède de belles plages. A 4 kilomètres au sud de Dabo se trouve la plage de sable blanc de Batu Berdaun. Dans l'intérieur se trouve la chute d'eau de Batu Ampar.
On rejoint Singkep par un petit bateau appelé tomtong qui relie Daik, la ville principale de l'île de Lingga à Jago sur la côte nord de Singkep.